# Charles Bagot
Charles Bagot (ur. 1781, zm. 1843) – brytyjski dyplomata i administrator, gubernator generalny Brytyjskiej Kanady.
Bagot, będąc przedstawicielem dyplomatycznym Wielkiej Brytanii w USA w latach 1815–1820, wynegocjował ze swym amerykańskim partnerem, sekretarzem stanu Richardem Rushem, porozumienie (tzw. ugoda Rusha-Bagota) regulujące spory graniczne oraz limitujące obecność zbrojną na terenach przygranicznych.
W 1841 został mianowany gubernatorem generalnym Prowincji Kanady. Do Kanady przybył z wyraźnymi instrukcjami, by nie dopuścić do utworzenia liberalnego rządu. Bagot jednakże, wbrew tym instrukcjom, pozwolił sformować większościowy, liberalny, reformatorski rząd Baldwina-La Fontaine’a.